# Kholoud Waleed

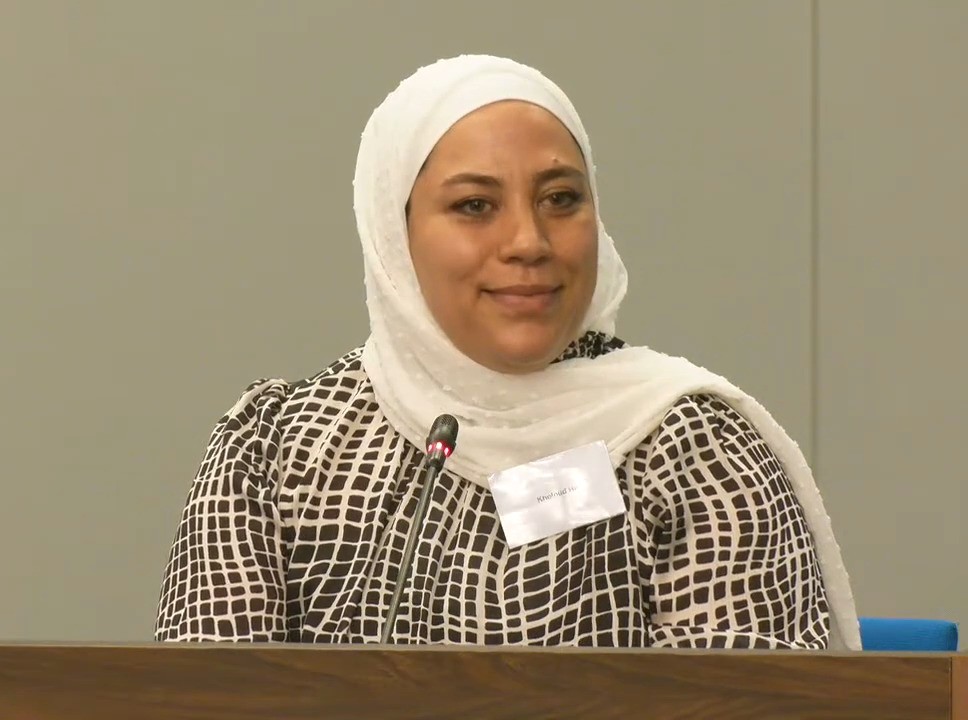
Kholoud Waleed

Kholoud Waleed (arabisch خلود وليد, DMG Ḫulūd Walīd; geb. 1984 in Darayya) ist eine syrische Journalistin und Mitgründerin der unabhängigen Untergrundzeitung Enab Baladi. Für ihre Reportagen über den Bürgerkrieg in Syrien wurde sie 2015 mit dem Anna-Politkowskaja-Preis ausgezeichnet.

## Leben
Kholoud Waleed, die zu ihrem Schutz ein Pseudonym verwendet, wuchs im Damaszener Vorort Darayya als Tochter einer Lehrerin und eines Kalligrafen auf. Ihre liberalen Eltern unterstützten ihren Wunsch, zu studieren und zu arbeiten – sie erwarb an der Universität Damaskus einen Abschluss in englischer Literatur und wurde Grundschullehrerin, gab diesen Beruf aber zu Beginn des Arabischen Frühlings Anfang 2011 auf.
Sie nahm an den gewaltlosen Protesten gegen die Diktatur Baschar al-Assads teil und schloss sich mit ihren Freundinnen zu einer Gruppe junger Demokratie- und Menschenrechtsaktivistinnen zusammen, die selbst Demonstrationen organisierte. Ende 2011 gründeten sie die in Anspielung auf die Weinstöcke der Gärten von Darayya benannte Untergrundzeitung Enab Baladi (zu Deutsch: „Trauben meines Landes“), um unabhängig über den Bürgerkrieg zu berichten. Ihre erste Ausgabe erschien im Januar 2012. Die Zeitung, deren Mitarbeiter 2015 zu mehr als der Hälfte Frauen waren, informiert die zeitweise vom Internet abgetrennte syrische Bevölkerung und die internationale Gemeinschaft über die Kriegsverbrechen aller Parteien. Indes unterlagen alle offiziellen Medien des Landes staatlicher Zensur, während die ausländische Presse bereits zum Zeitpunkt der Gründung von Enab Baladi weitgehend aus dem Land verbannt worden war. Die Zeitung gehörte 2016 zu den bekanntesten unabhängigen Zeitungen Syriens und wird hauptsächlich online verbreitet. Die wöchentliche Auflage des in der Türkei gedruckten Blatts betrug im März 2016 etwa 7000 Exemplare, wovon 2000 nach Syrien geschmuggelt wurden.
Im August 2012 musste Waleed vor dem Massaker von Darayya, bei dem Regierungstruppen über 700 Zivilisten, darunter Frauen und Kinder, ermordeten, mit ihrer Familie aufs Land fliehen. Sobald die Gewalt nachließ, dokumentierte sie mit weiteren Enab-Baladi-Mitarbeitern das Ausmaß des Verbrechens: Sie berichteten unter anderem von Massengräbern und familiären Femiziden an Vergewaltigungsopfern.
Waleeds jüngerer Bruder Mohammed (geb. 1988/89), der für das Syrische Rote Kreuz arbeitete, wurde 2012 vom Regime entführt und wird seitdem vermisst (siehe Verschwindenlassen).
Infolge der Inhaftierung einer der Arbeit für Enab Baladi verdächtigten Kollegin und Beschlagnahmung ihres Mobiltelefons durch die syrische Polizei musste Waleed das Land verlassen, da ihre Kontaktinformationen auf dem Gerät gespeichert waren. Ihre Flucht führte sie über den Libanon, Ägypten und Jordanien in die Türkei. Im Mai 2015 lebte sie mit anderen Mitarbeitern der Untergrundzeitung in Gaziantep; von den 24 Gründungsmitgliedern waren drei getötet, acht inhaftiert und gefoltert sowie zwölf zur Flucht gezwungen worden.
Am 7. Oktober 2015 wurde ihr von der NGO Reach All Women in War der Anna-Politkowskaja-Preis zuerkannt. In der Begründung heißt es: „[Waleed] berichtet der Welt und den Menschen in Syrien mutig über die Gräueltaten des Konflikts, trotz der Gefahren, denen sie und ihre Kollegen jeden Tag ausgesetzt sind“.
Im März 2016 berichtete Enab Baladi, Waleed sei bei der Einreise in die Türkei am Flughafen Istanbul-Atatürk aufgrund nicht näher bezeichneter Probleme mit ihren Papieren festgenommen worden. Ihr drohe die Abschiebung nach Syrien.
In ihrem bislang letzten Interview im November 2018 erläuterte Waleed, die zu diesem Zeitpunkt per Stipendium an der SOAS University of London studierte, gegenüber The Hindu nähere Hintergründe über die Entstehung von Enab Baladi. Sie habe nicht nur der vollständig vom Regime kontrollierten Presse ihres Landes etwas entgegensetzen wollen, sondern sei auch mit der internationalen Berichterstattung über den Krieg unzufrieden gewesen. Westliche Medien hätten sich kaum für die Situation der syrischen Zivilbevölkerung, sondern hauptsächlich für Haiʾat Tahrir asch-Scham interessiert. Zudem sei Assad vereinzelt als „großartig und zivilisiert“, seine Gegner hingegen als „Fanatiker“ dargestellt worden. Nur wenige ausländische Journalisten hätten wahrheitsgemäß berichtet, etwa Marie Colvin, die deswegen wie Jamal Khashoggi ermordet worden sei. Zum Zeitpunkt des Gesprächs war Waleed nach eigenen Angaben immer noch an der Produktion von Enab Baladi beteiligt. Da sowohl ihre Aufenthaltsgenehmigung in der Türkei als auch ihr syrischer Pass abgelaufen seien, hoffe sie darauf, im Vereinigten Königreich Asyl zu erhalten.